# Museo dei Cappuccini (Milano)

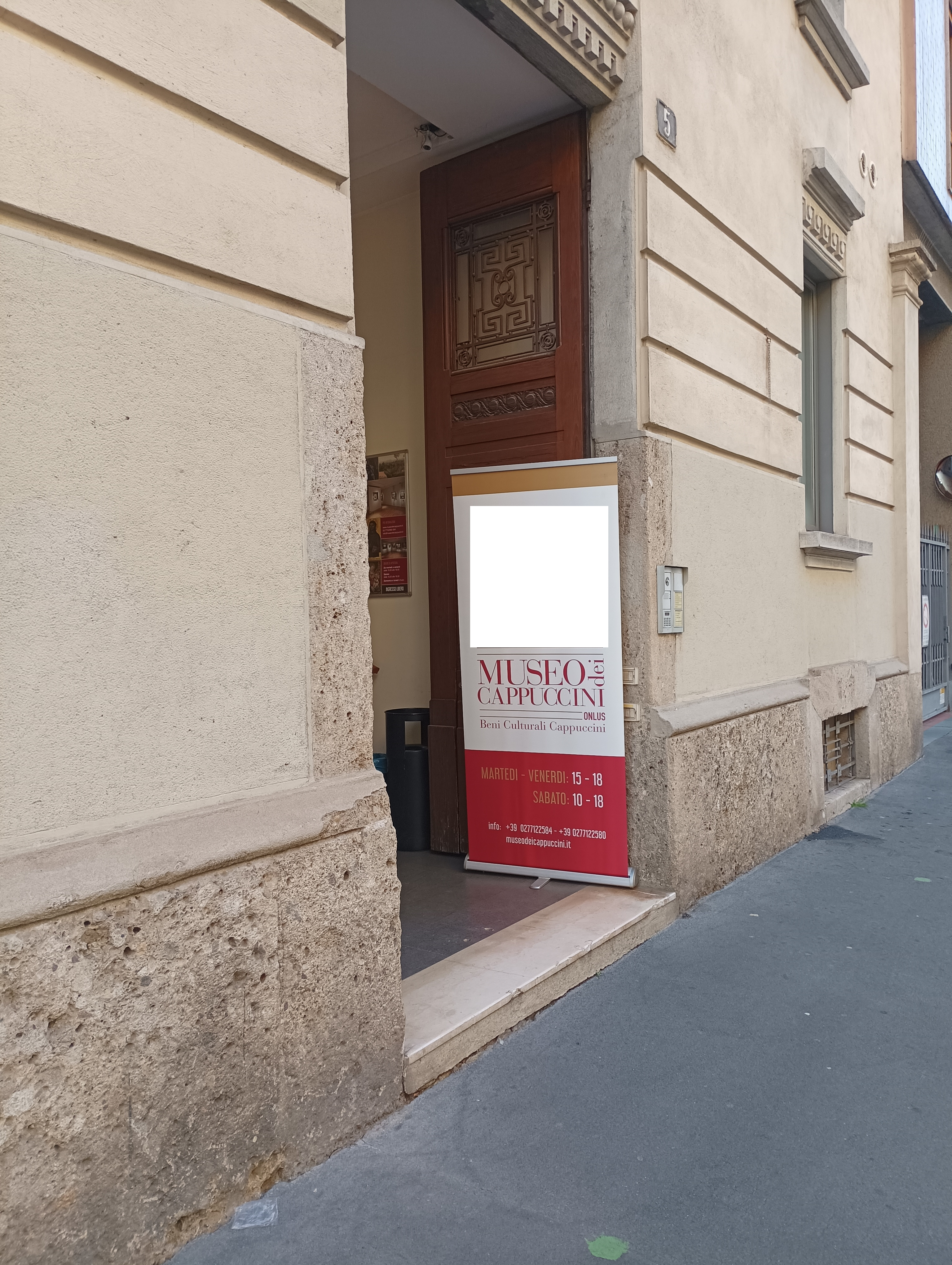
L'ingresso al museo

Il Museo dei Beni Culturali Cappuccini, denominato pure Museo dei Cappuccini di Milano, raccoglie la documentazione della storia dei Frati Minori Cappuccini in Lombardia, presenti in loco dal 1535.

## Storia
Il Museo dei Cappuccini di Milano è stato fondato nel 2001  e ha sede nel Palazzo Kramer, confinante al convento del Sacro Cuore di Gesù di viale Piave..
Il primo nucleo di opere era già pervenuto all’Archivio Provinciale dei frati minori Cappuccini di Lombardia per diverse ragioni quali la necessità di una conservazione più adeguata, la sicurezza e la chiusura di conventi.
Oltre al compito della  corretta conservazione il Museo ha offerto l’occasione di presentare al pubblico la realtà dell’Ordine religioso presente in Lombardia dal 1535.
Ora, attraverso l’arte, i frati Cappuccini che lungo la storia hanno saputo farsi apprezzare dalla popolazione per il loro quotidiano servizio tra la gente, continuano a farsi vicini e offrendo a tutti la possibilità di uno sguardo sulla Bellezza.
La tradizionale collezione di arte sacra del Museo (XV-XIX secolo) è stata arricchita nel 2019 dalla Collezione Rusconi, una raccolta di opere d’arte moderna del primo Novecento italiano. In questa collezione figurano opere di Umberto Boccioni, Mario Sironi, Filippo De Pisis e i Chiaristi lombardi.

## Attività
Il Museo dei Cappuccini di Milano è nato per la necessità di conservare, tutelare e valorizzare il vasto patrimonio di beni culturali dell’Ordine dei frati minori Cappuccini della Provincia lombarda.
Il Museo presenta il pensiero e l'attività dei Cappuccini, l’ambito culturale e religioso nel quale hanno operato, inserito in ampi percorsi della tradizione e della storia di Milano.
L'offerta della collezione permanente, infatti, affiancata da esposizioni temporanee, persegue lo scopo di conservare, studiare e diffondere storia, arte e cultura, con lo spirito che da sempre pervade l’attività dei frati minori Cappuccini di Lombardia.
È in questa linea che, nel tempo, importanti lasciti e donazioni hanno arricchito il patrimonio museale ed è proprio per questo che le opere d'arte del patrimonio dell’Ordine dei frati minori Cappuccini, vengono "restituite", attraverso il Museo affinché tutti ne possano godere. Per questa ragione l'ingresso è, e sempre sarà, gratuito, rimettendosi ancora una volta alla generosità di ciascuno per il sostegno dell'attività del Museo.

### Sezioni

#### I Cappuccini e iPromessi Sposi
Una sezione evidenzia i rapporti dei cappuccini con Alessandro Manzoni e i Promessi Sposi, e porta come  testimonianza l'assistenza al Lazzaretto.
Vi si trova la Madonna col Bambino detta del Lazzaretto, opera di Antonio Rossellino che proviene dal Lazzaretto di Porta Orientale, ora Porta Venezia, un quadro di Pasquale Canna proveniente dalla Chiesa dell'Immacolata e un ritratto fotografico dello stesso Manzoni.

#### La vita del convento
Questa sezione mostra la vita dei frati cappuccini e anche di altri membri della famiglia francescana nei conventi, fondata sulla preghiera, in autonomia e in comunità, e sul tempo libero passato a chiedere l'elemosina e ad aiutare poveri e infermi.
Qui si trova un quadro di un frate cappuccino con una scatola del tabacco in mano, olio su tela degli anni '70 del 1800 di Teofilo Patini, e una cesta per la questua, intrecciata dalle suore cappuccine nel diciannovesimo secolo.

#### Iconografia francescana
Questa sezione è incentrata sulla figura di Francesco d'Assisi che, come fondatore e guida dei francescani, è rappresentato in numerose opere di loro proprietà
Si trova una Natività di Vincenzo Civerchio, un'Immacolata Concezione con Francesco di Camillo Procaccini e varie altre opere a lui dedicate, spesso anonime o con attribuzione non chiara-

#### I frati cappuccini
In questa sezione si trova oggetti adoperati comunemente dai frati per la loro vita conventuale: si trova un quadro di Crispino da Viterbo del diciannovesimo secolo e un autoritratto di Camillo Kaiser nel suo studio.

#### Iconografia sacra
Questa sezione mostra la fede cristiana vista dalle tecniche artistiche francescane. Si trova un'adorazione dei Magi del Civerchio, una croce proveniente dallo studio di Carlo Borromeo, oltre alla sua maschera funeraria, un quadro di Santa Chiara che ha una visione di Francesco, una Via Crucis illustrata e una Madonna col Bambino.

#### L'arte di donare l'arte
Nella sezione delle donazioni, denominata "l'arte di donare l'arte", sono in mostra le opere donate ai conventi cappuccini della Lombardia in cinquecento anni, in principio per ragione devozionale ma, col passare del tempo, anche a fini di custodia.
Si trovano quadri di Ugo Gheduzzi, Umberto Boccioni, Pio Sanquirico, Filippo Palizzi, Paolo De Majo e Leonardo Bazzaro e, in una stanzetta autonoma, un Ecce Homo moderno di Jacques-Alain Lachant.

### La collezione
I tesori della pinacoteca, dell'archivio, della biblioteca e della vasta collezione di reperti provenienti da vari conventi qui esposti sono accessibili al pubblico per la prima volta in assoluto.
La collezione comprende anche quadri antichi (XVI-XVII secolo), codici, manoscritti e altri oggetti di valore. Alcune delle imperdibili opere della collezione che danno rilievo al museo sono:
- Ortensio Crespi, San Francesco d’Assisi in estasi, inizio secolo XVII.
- Bottega di Antonio Rossellino, Madonna delle candelabre (o Madonna del lazzaretto), ultimo quarto secolo XV - primo quarto secolo XVI.
- Ritratto fotografico con ciocca di capelli e autografo di Alessandro Manzoni, secolo XIX.
- Giovanni Francesco Barbieri detto il Guercino, Il Velo della Veronica, metà secolo XVII.
- Jacopo Negretti detto Palma il Giovane, Angelo Annunciante e Madonna Annunciata, sec. XVI-XVII.
- Camillo Procaccini, Immacolata Concezione con san Francesco (Lilium inter spinas), ante 1599.
- Giuseppe Nuvolone, Santa Chiara d’Assisi con ostensorio e apparizione di Francesco d’Assisi, secolo XVII-XVIII.
- Ugo Gheduzzi, L'aratura, 1920 ca.
- Angelo Morbelli, Giardino alla Colma, 1911.
- Umberto Boccioni, Donna in poltrona, 1909 (Collezione Rusconi).
- Mario Sironi, Periferia, 1921-1923 (Collezione Rusconi).
- Filippo De Pisis, Palazzo Ducale, 1947 (Collezione Rusconi).